# A szentfazék
A szentfazék (eredeti cím: Holy Man) 1998-as amerikai filmvígjáték-dráma, melyet Tom Schulman forgatókönyvéből Stephen Herek rendezett. A főbb szerepekben Eddie Murphy, Jeff Goldblum, Kelly Preston, Robert Loggia, Jon Cryer és Eric McCormack látható. 
Az 1998. október 9-én bemutatott film kritikai és kereskedelmi szempontból is bukásnak számított.
A film  jelent meg.

## Cselekmény
Egy túlzásba esett televíziós prédikátor megtalálja a módját annak, hogy az otthoni vásárlást vallási élménnyé tegye, ezzel meghódítva Amerikát.

## Szereplők
| Szerep                                                 | Színész         | Magyar hang          |
| ------------------------------------------------------ | --------------- | -------------------- |
| G                                                      | Eddie Murphy    | Kálid Artúr          |
| Ricky Hayman                                           | Jeff Goldblum   | Szabó Sipos Barnabás |
| Kate Newell                                            | Kelly Preston   | Kökényessy Ági       |
| John McBainbridge                                      | Robert Loggia   | Kránitz Lajos        |
| Barry                                                  | Jon Cryer       | Takátsy Péter        |
| Scott Hawkes                                           | Eric McCormack  | Csőre Gábor          |
| lány a jacuzziban                                      | Jennifer Taylor |                      |
| televíziós hostess                                     | Adriana Cataño  |                      |
| televíziós fickó a háttérben (stáblistán nem szerepel) | Eugene Levy     |                      |

Morgan Fairchild (magyar hangja Tallós Rita), Betty White, Florence Henderson, James Brown, Soupy Sales, Dan Marino, Willard Scott és Nino Cerruti önmagát alakítja a filmben.

## A film készítése
A Splitsider szerint John Candy már 1993-ban, egy évvel a halála előtt leszerződött a Murphy által játszott szerepre.

## Bevételi adatok
A film bevételi szempontból megbukott: több mint 60 millió dolláros költségvetés mellett Észak-Amerikában csupán 12 069 719 dolláros bevételt ért el. A filmet az Egyesült Királyságban 1999. február 19-én mutatták be,ahol a 8. helyen nyitott a mozikban.